# 梅森维尔
梅森维尔（英語：Masonville）是位于美国纽约州特拉华县的一个镇，地处特拉华县西部。2010年美国人口普查时，该镇有1320人。梅森维尔镇建于1811年，是以土地拥有者约翰·M·梅森（John M. Mason）的名字命名的。